# Сеножети (Дол-при-Любляні)
Сеножети (словен. Senožeti) — поселення в общині Дол-при-Любляні, Осреднєсловенський регіон, Словенія. 
Висота над рівнем моря: 278,7 м.